# Hwang Seon-a
Hwang Seon-a (kor. 황선아, ur. 16 września 1989 w Uljin) – koreańska szablistka, trzykrotna medalistka mistrzostw świata.
Podczas mistrzostw świata w Lipsku w 2017 roku Koreanki w składzie: Hwang Seon-a, Kim Ji-yeon, Seo Ji-yeon i Yoon Ji-su zdobyły drużynowo srebrny medal. W rywalizacji drużynowej zdobyła też brązowe medale na mistrzostwach świata w Wuxi (2018) i mistrzostwach świata w Budapeszcie (2019).
Wystartowała na igrzyskach olimpijskich w Rio de Janeiro w 2016 roku, gdzie indywidualnie zajęła 19. miejsce. 
Ponadto zdobyła złote medale drużynowo na igrzyskach azjatyckich w Inczon (2014) i igrzyskach azjatyckich w Dżakarcie (2018).